# Numero di Weissenberg
Il numero di Weissenberg (abbreviato in Wi) è un numero adimensionale utilizzato nello studio dei fluidi viscoelastici.
Si chiama così in onore del fisico austriaco Karl Weissenberg (1893–1976).

## Interpretazione fisica
Corrisponde al rapporto tra il tempo di rilassamento del fluido e il tempo specifico di un processo. Per esempio, in presenza di uno sforzo di taglio costante, il numero d Weissenberg si definisce come il prodotto della velocità di applicazione dello sforzo per il tempo di rilassamento:
{\displaystyle Wi={\dot {\gamma }}\lambda }

## Correlazione con altri numeri adimensionali
Benché sia simile al numero di Deborah e abitualmente sia confuso con questo nella letteratura tecnica, i due numeri hanno interpretazioni fisiche diverse. Il numero di Weissenberg indica il grado di anisotropía o orientazione generato dalla deformazione, ed è appropriato per descrivere fluidi con allungamento costante, ad esempio un flusso sottoposto a uno sforzo di taglio semplice. Al contrario, il numero di Deborah deve essere utilizzato per descrivere fluidi con allungamento non costante, e fisicamente rappresenta la velocità alla quale l'energia elastica è immagazzinata o espulsa dal fluido.